# Derek Boateng
Boateng nacido en Acra, Ghana, el 2 de mayo de 1983 es un futbolista profesional ghanés, Juega en el Rayo Oklahoma City de Estados Unidos.

## Trayectoria
El Panathinaikos FC pagó casi 1 millón de euros por él tras el mundial juvenil de 2001. El Middlesbrough FC lo quiso pero la FA no le dio el permiso de trabajo. En el AIK se lesionó en el primer partido. En el mundial 2006 jugó en la banda derecha aunque es un mediocentro polivalente y ofensivo.
En 2012 fue traspasado desde el Getafe CF al FC Dnipro Dnipropetrovsk. En 2013 firma con el Fulham FC, quien actuaba hasta la fecha en el Dnipro, firma un vínculo válido hasta 2014, después vuelve a España para firmar por el Rayo Vallecano.
A los dos meses de estar en el club, rescinde su contrato para fichar por la SD Eibar de la Liga BBVA por una campaña. Y no jugó nada.

## Selección nacional
Ha sido internacional con la Selección de fútbol de Ghana, ha jugado 26 partidos internacionales y ha anotado 3 goles.

### Participaciones en Copas del Mundo
| Mundial                        | Sede      | Resultado        |
| ------------------------------ | --------- | ---------------- |
| Copa Mundial de Fútbol de 2006 | Alemania  | Octavos de final |
| Copa Mundial de Fútbol de 2010 | Sudáfrica | Cuartos de final |

## Clubes
| Club                     | País                   | Años      |
| ------------------------ | ---------------------- | --------- |
| Kalamata FC              | Grecia                 | 1999-2001 |
| Panathinaikos FC         | Grecia                 | 2001-2002 |
| OFI Crete                | Grecia                 | 2002-2003 |
| AIK Fotboll              | Suecia                 | 2003-2006 |
| Beitar Jerusalem         | Israel                 | 2006-2008 |
| FC Colonia               | Alemania               | 2008-2009 |
| Getafe CF                | España                 | 2009-2011 |
| FC Dnipro Dnipropetrovsk | Ucrania                | 2011-2013 |
| Fulham FC                | Inglaterra             | 2013-2014 |
| Rayo Vallecano           | España                 | 2014      |
| SD Eibar                 | España                 | 2014-2015 |
| Al-Wahda                 | Emiratos Árabes Unidos | 2015-2016 |
| Rayo Oklahoma City       | Estados Unidos         | 2016      |